# Hamelin Pool Marine Nature Reserve

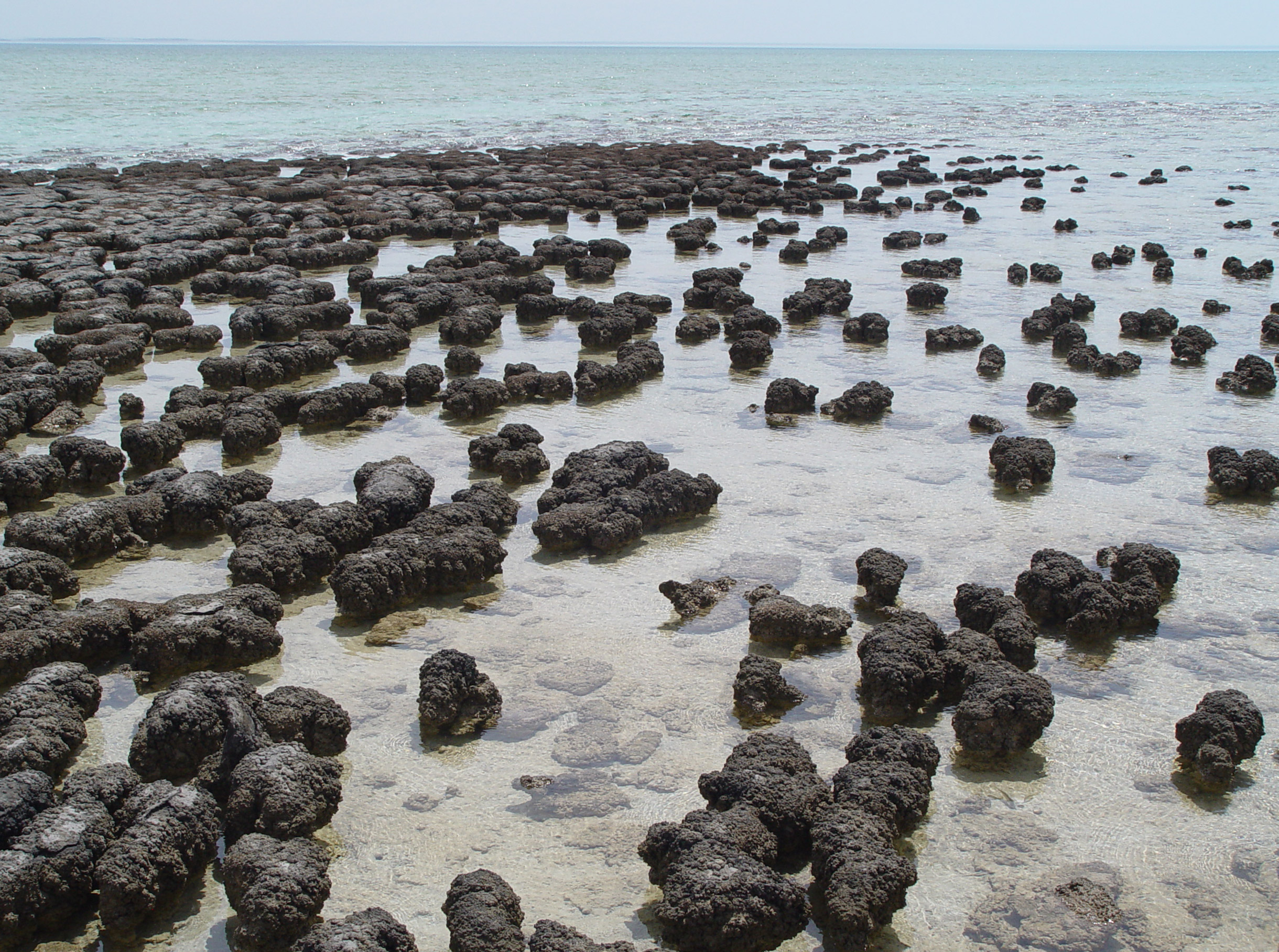
Lebende Stromatolithen („Cauliflowers“)

Das Hamelin Pool Marine Nature Reserve ist ein marines Schutzgebiet an der westaustralischen Shark Bay. Benannt ist es nach Jacques Félix Emmanuel Hamelin, der den Ort 1801 im Rahmen einer Expeditionsreise passierte.
Das Gebiet umfasst auf 1.320 km² die Gewässer und Küsten des Hamelin Pools, der ca. 40 km tief eingeschnittenen Bucht zwischen dem Festland und der Peron Peninsula, d. h. der nordöstlichen der beiden großen Haupt-Halbinseln der Shark Bay. Das Schutzgebiet wurde 1990 eingerichtet. Es ist geprägt von 
- einem biogenen Muschel-Sedimentgestein am Shell Beach sowie
- einer Kolonie von Stromatolithen, die zu den ältesten Lebensformen der Erde gehören und im 21. Jahrhundert nur noch an wenigen Stellen existieren.

## Zugang

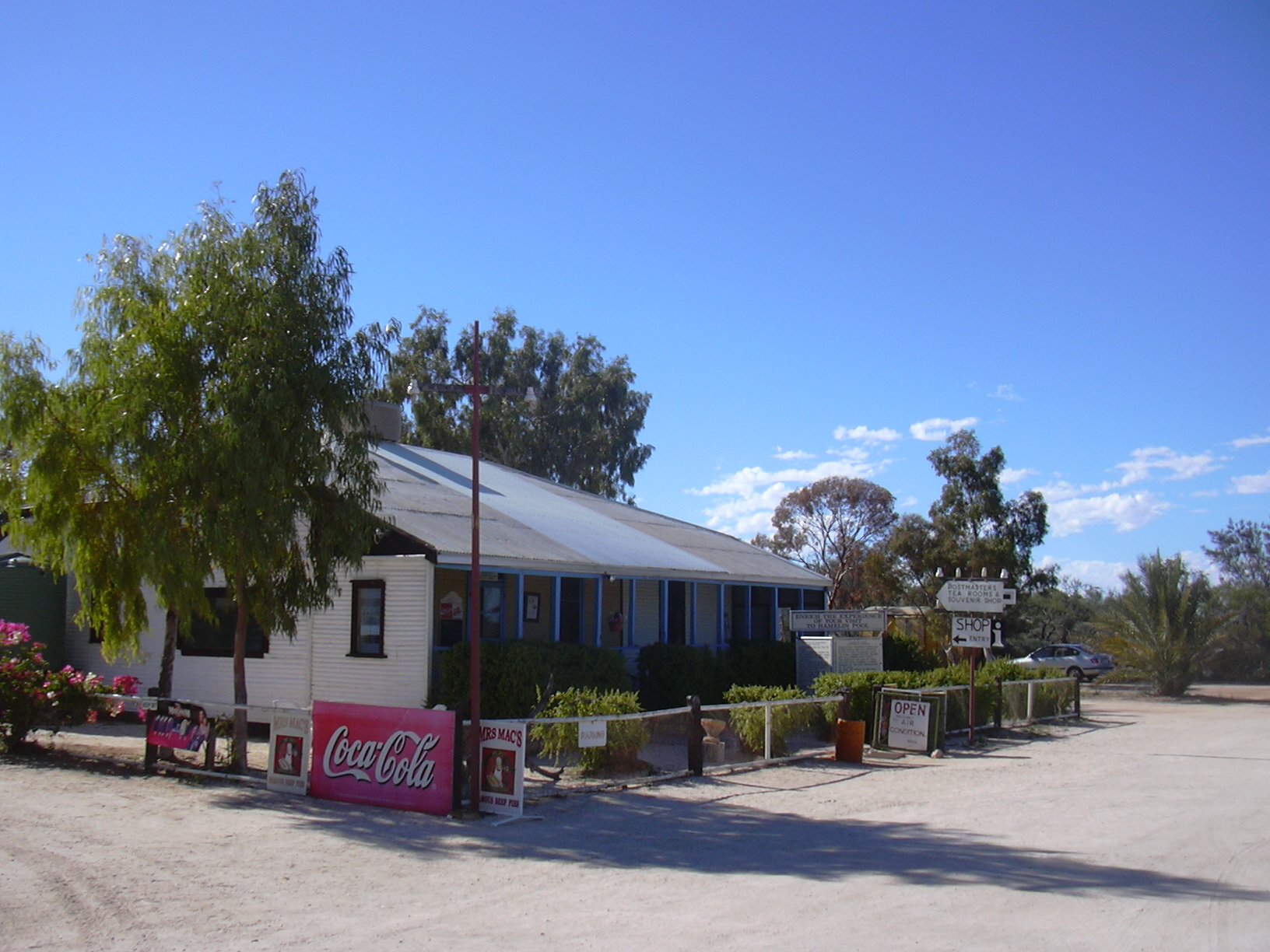
Hamelin Telegraph Station (1884)

Von der Denham-Hamelin Road, die vom Festland auf 100 km Länge die Halbinsel bis Denham, dem Verwaltungssitz der Shire of Shark Bay, quert, gibt es nur eine einzige Stichstraße zum Museum und Info-Center des Schutzgebiets. Dieses befindet sich in den Räumlichkeiten der historischen Telegrafenstation von 1884. Dabei handelt es sich um eine von 38 Stationen, die früher die Telegrafenleitung von Wyndham in den Kimberleys im Norden mit Albany im Süden verbanden.
Ein Campingplatz erstreckt sich im Umkreis dieses Gebäudes.
Von dort führt ein 3 km langer Lehrpfad zu den schützenswerten Attraktionen.

## Das Muschel-Sedimentgestein (Coquina)

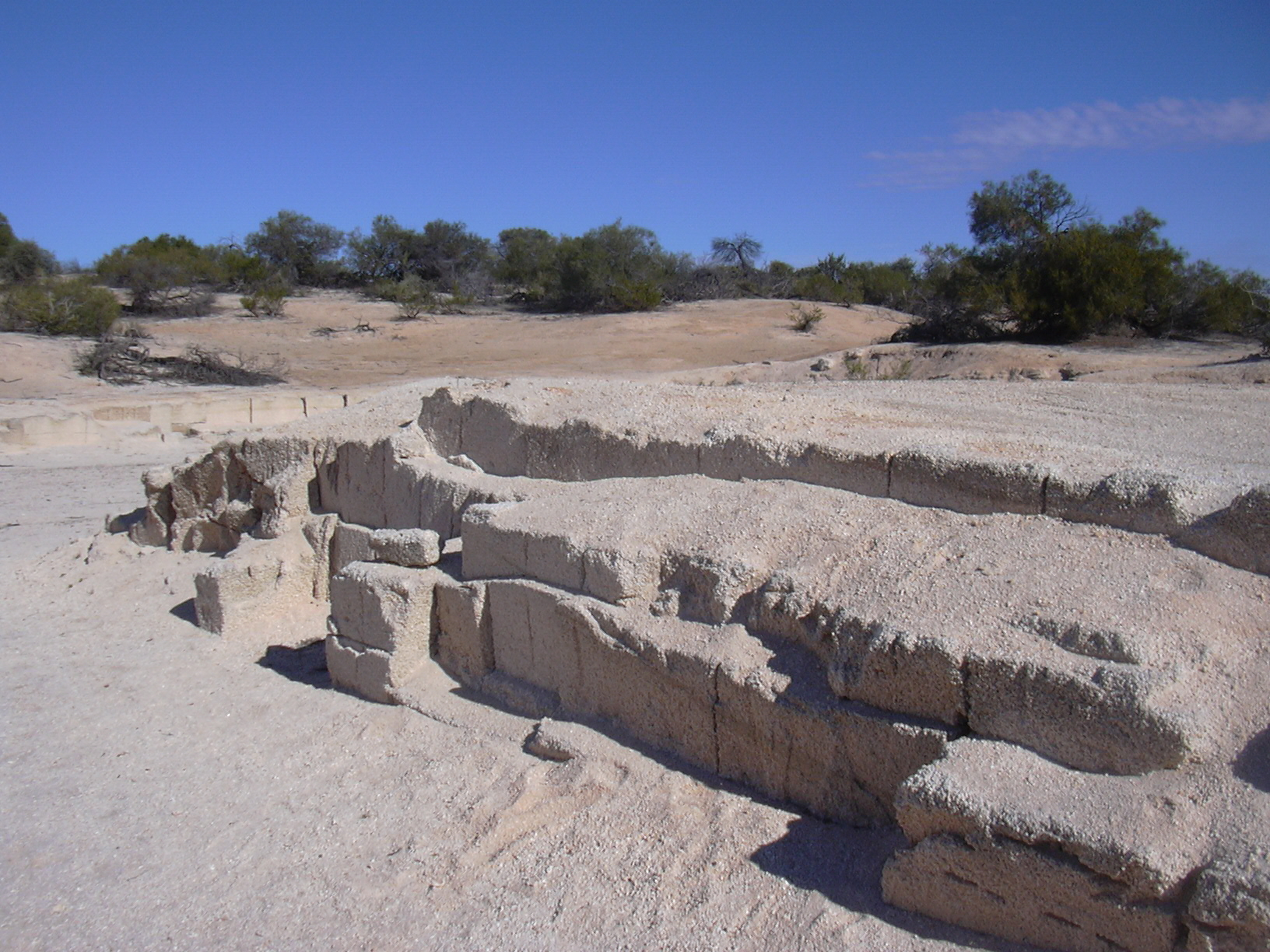
Muschelsteinbruch

Muscheln – Detail

Zementiertes Sedimentgestein von Herzmuscheln der Art Fragum erugatum, das an dieser Küste auf ca. 100 km Länge vorkommt, wurde bis Mitte des 20. Jahrhunderts als Baumaterial verwendet. Dazu hat es Muschel-Steinbrüche (shell quarries) insbesondere zur Errichtung der Kirche und weiterer Gebäude in Denham gegeben. Durch die Einrichtung des Schutzgebietes ist die Abtragung des Gesteins nunmehr untersagt. 
Im Rahmen des Lehrpfads ist ein solcher Steinbruch als Dokumentationsbeispiel rekonstruiert und erklärt.

## Die Stromatolithen

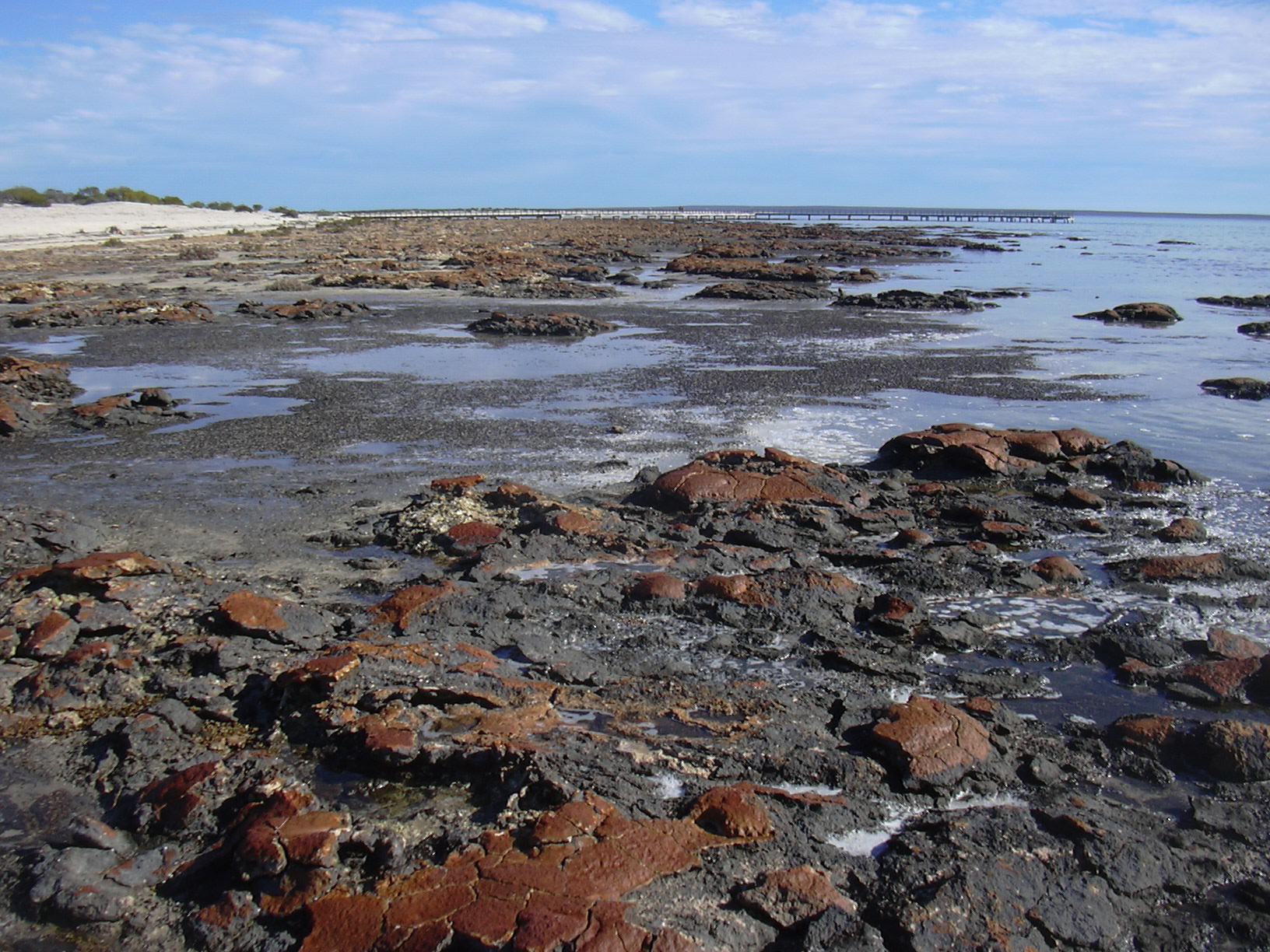
„Red-capped domes“

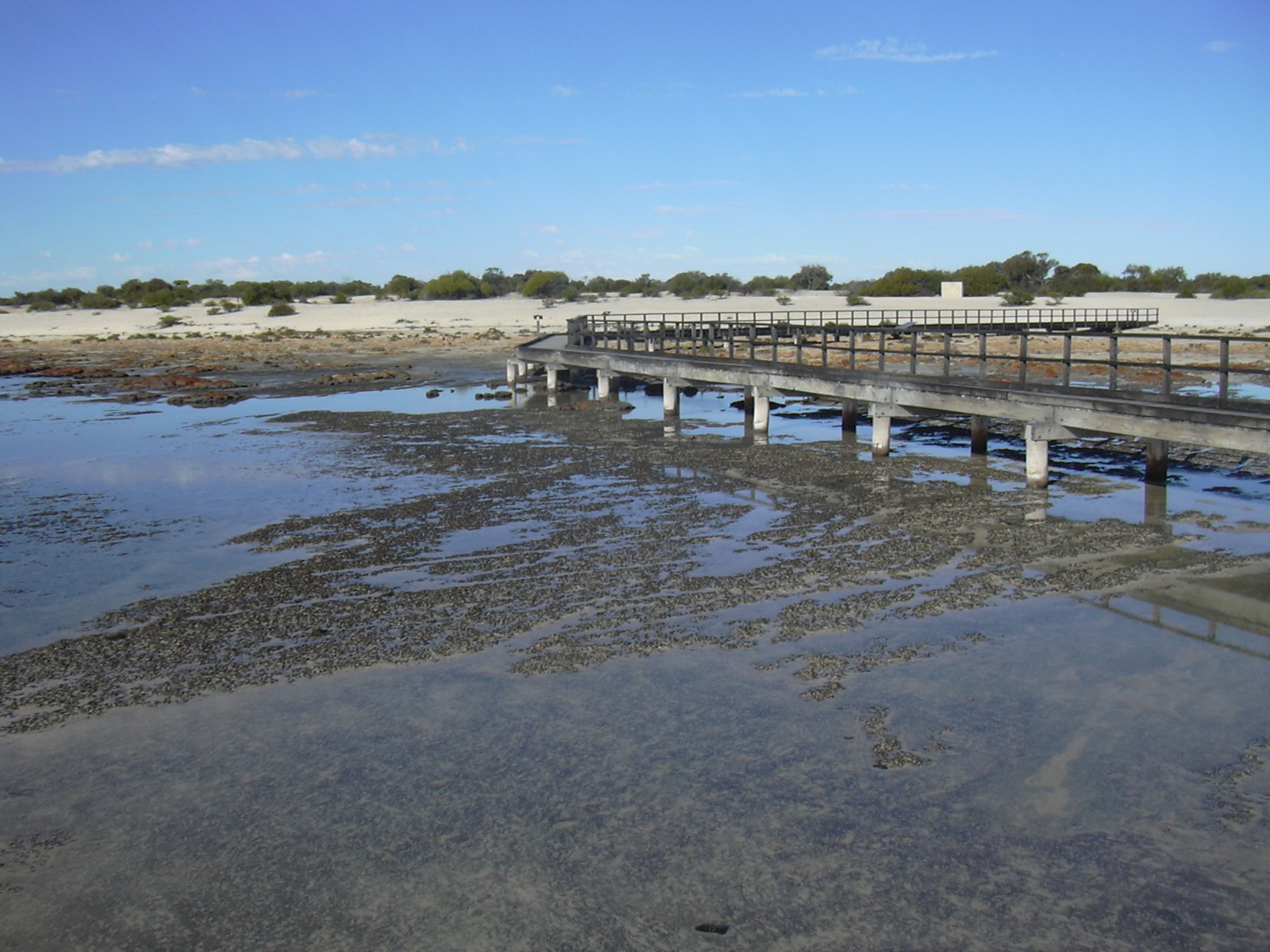
„Tufted mats“

Stromatolithen sind Ablagerungsgesteine von Kolonien aus Cyanobakterien. Sie zählen zu den ältesten Nachweisen für irdisches Leben; Stromatolithen lassen sich bis vor etwa 3,5 Milliarden Jahren nachweisen. Fast überall auf der Erde sind sie heute verschwunden und waren der Wissenschaft lange nur als Fossilien bekannt. Als die Kolonie im Hamelin Pool im Juni 1956 von Denhamer Geologen entdeckt wurde, war dies der erste Fund einer lebenden Kolonie durch die Wissenschaft. Inzwischen wurden einige weitere Kolonien gefunden, so in Brasilien (Lagoa Salgada) und Mexiko (Cuatro Ciénegas).
Ihr Überleben verdanken die Stromatolithen im Hamelin Pool dem extrem hohen Salzgehalt des Wassers (ca. doppelt so hoch wie im offenen Ozean); sie hatten und haben unter diesen für andere Tiere lebensfeindlichen Bedingungen keine natürlichen Feinde. 
Auf 1 m² Fläche konzentrieren sich bis zu 3 Milliarden einzelne Mikroorganismen. Mit Hilfe von Photosynthese bilden sie ihre eigentümlichen Strukturen. Sie wachsen sehr langsam, maximal 1 cm in ca. 30 Jahren. Gebilde von ca. 1 m Höhe sind somit knapp 3000 Jahre alt.
Im Hamelin Pool Marine Nature Reserve kommen folgende Gebilde vor, die an dem über eine schmale Holzbrücke oberhalb des seichten Wassers verlaufenden Dokumentationspfad erklärt werden:
- Die so genannten „Kuppeln mit roter Kappe“ (red-capped domes) sind flache Strukturen am Strand grauschwarz mit rostroter „Haube“. Sie hörten vor ca. 500–1000 Jahren auf zu wachsen, als der Wasserspiegel fiel. Die Provenienz der roten Farbe ist umstritten; es handelt sich möglicherweise um Berührung mit eisenhaltigem Wasser oder Bakterien.
- Die jungen „buschigen Matten“ (tufted mats) bilden flache schwarze Teppiche unter Wasser, die von Weitem wie Filzmatten aussehen. Hier handelt es sich um noch sehr junge, kaum 1 cm hohe Strukturen.
- Die „Blumenkohl“-Strukturen (cauliflowers) sind lebende ältere Stromatolithen unter Wasser; die ältesten sind ca. 1 bis 1,5 m groß.